# Жумалієв Кубаничбек Мирзабекович
Кубаничбек Мирзабекович Жумалієв (кирг. Кубанычбек Мырзабекович Жумалиев); нар. 26 квітня 1956) — киргизький науковець і політик, очолював уряд країни 1998 року. Доктор технічних наук, професор, академік Національної академії наук Киргизької Республіки, член Міжнародної академії інформатизації та Міжнародної академії наук Вищої школи. Лауреат Державної премії Киргизстану в галузі науки і техніки.

## Життєпис
Народився в селянській родині. 1978 року закінчив Рязаньський радіотехнічний інститут.
До 1984 року був спочатку аспірантом, потім провідним інженером, старшим науковим співробітником Фрунзенського політехнічного інституту. 1982 року здобув науковий ступінь кандидата технічних наук.
У 1984—1986 роках перебував на комсомольській роботі в тому ж Фрунзенському політехнічному інституті. Після цього, до 1988 року був старшим науковим співробітником ФПІ, а від 1988 до 1992 року — провідним науковим співробітником, завідувачем лабораторії Інституту фізики Академії наук Киргизстану.
1992 року виконував обов'язки директора науково-дослідного центру «Жалын» при Академії наук Киргизької Республіки. У1992-1994 роках очолював Державний комітет Киргизької Республіки з науки й нових технологій.
1994 року отримав пост першого заступника міністра освіти та науки Киргизстану. Від 1995 до 1996 року обіймав посаду першого заступника міністра закордонних справ — Державного секретаря при президенті. У 1996—1998 роках керував Адміністрацією президента Киргизстану.
На початку 1998 року був призначений прем'єр-міністром країни.
Від кінця 1998 до 2001 року займав пост голови-губернатора адміністрації Джалал-Абадської області. Після цього був призначений на посаду міністра транспорту й комунікацій. Від лютого 2004 року — в. о. першого заступника голови уряду — міністра транспорту й комунікацій. Одночасно, від лютого 2005 року — представник президента Киргизстану в місті Ош.
У 2005—2009 роках працював науковим керівником лабораторії, завідувачем лабораторії Інституту фізики НАН Киргизстану. Від 2009 до 2015 був керівником Інституту фізико-технічних проблем і матеріалознавства НАН Киргизької Республіки, завідувачем кафедри інформатики й обчислювальної техніки Киргизького державного технічного університету імені І. Раззакова.
Є автором понад 100 наукових робіт, у тому числі, кількох монографій:
- «Holographic memory» (Голографічна пам'ять) (США, 1996, у співавторстві з А. Акаєвим)
- «Избранные лекции по оптическим компьютерам» (Бішкек, 1996, у співавторстві з А. Акаєвим)
- «Рельефография» ((Бішкек, 1996, у співавторстві з А. Акаєвим)
- «Голографические системы хранения и выборки информации» (Бішкек, 2000)
- «Ввод хранения информации и голографической памяти» (Бішкек, 2002)
- «Голография и оптическая обработка информации» (Бішкек, 2003)